# David Coverdale
Pour les articles homonymes, voir Coverdale.
David Coverdale, né le 22 septembre 1951 à Saltburn-by-the-Sea (Yorkshire, Angleterre), est un chanteur et auteur-compositeur-interprète de hard rock. Principalement connu en tant que chanteur de Whitesnake, Coverdale a aussi été membre de Deep Purple de fin 1973 à mars 1976, au sein des Mark III et Mark IV, participant notamment aux enregistrements des albums Burn, Stormbringer, Come Taste The Band et Made In Europe. Il a aussi brièvement formé un duo avec le guitariste Jimmy Page en 1993 nommé Coverdale/Page, qui a sorti un album du même nom.

## Biographie
David Coverdale est né dans une famille où l'on aimait la musique, et il développe très tôt un grand intérêt d'abord pour la guitare, avant de se tourner vers le chant. Il fait ses débuts professionnels à l'âge de 14 ans. En 1968, il devient membre du groupe The Skyliners qui devient bientôt The Government. En 1972, il intègre pour quelque temps le groupe The Fabulosa Brothers avant de passer une audition pour Deep Purple qui l'engage.
En 1989, David Coverdale épouse l'actrice Tawny Kitaen dont il divorcera deux ans plus tard. À l'annonce de la mort de cette dernière le 7 mai 2021, David publie un message sur son compte Twitter : « Je viens de me réveiller avec une nouvelle très triste et inattendue... mes sincères condoléances à ses enfants, sa famille, ses amis et ses fans »
Depuis 1997, David Coverdale est marié avec Cindy, et ils ont un fils, Jasper, né en 1996[réf. nécessaire].

## Deep Purple
David Coverdale fait ses débuts de chanteur au sein du groupe The Government avant de rejoindre Deep Purple en septembre 1973. Avec Deep Purple, il s'illustre avec sa voix blues et rocailleuse, qui fait merveille avec le répertoire du Deep Purple de cette époque. Il participe aux albums Burn et Stormbringer ainsi que l'album Come Taste the Band avec le nouveau guitariste Tommy Bolin qui remplaça Ritchie Blackmore et le DVD Live at the California Jam où les membres de Deep Purple jouent devant plus de 200 000 spectateurs à ciel ouvert.

## AprèsDeep Purple
Après Deep Purple, David Coverdale sort un premier album sous son nom en 1977, White Snake, qui est suivi de Northwinds l'année suivante. À partir de celle-ci, son groupe prend officiellement le nom de Whitesnake, et connaît le succès dans les années 1980. L'apogée est atteint avec l'album multi-disque de platine 1987 (Whitesnake aux États-Unis et Serpens Albus au Japon) qui inclut la ballade Is This Love et le hit Still of the Night.

En 1993, il sort l'album Coverdale/Page en duo avec Jimmy Page, le guitariste, fondateur et leader de Led Zeppelin. L'album est enregistré en 1991 et 1992, et est produit par Coverdale, Page et Mike Fraser. Il est certifié disque d'or. Le duo part ensuite en tournée au cours de laquelle il interprète des titres de son album, mais aussi des compositions de Whitesnake et Led Zeppelin.

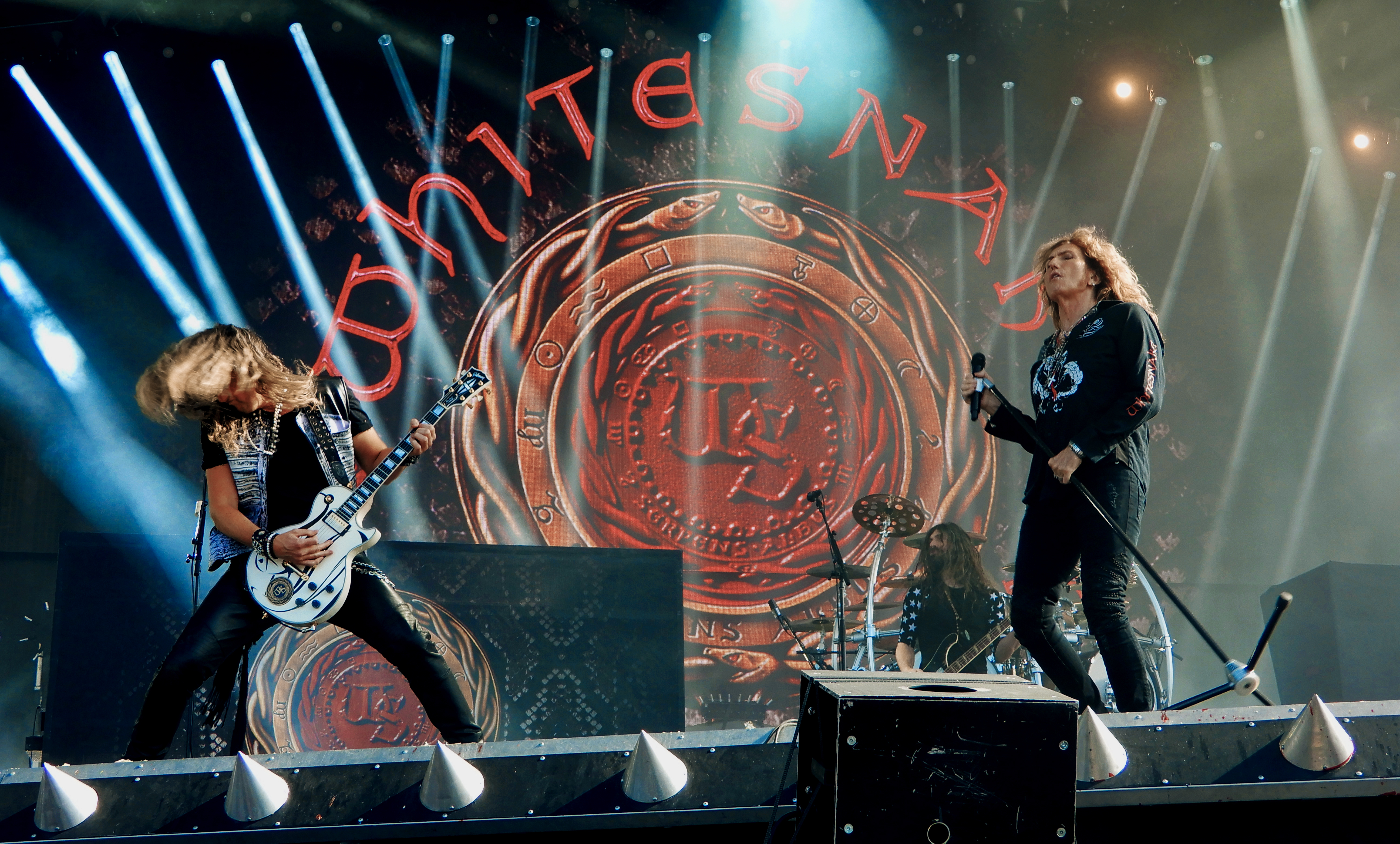
David Coverdale (Whitesnake) au Hellfest 2019

Après s'être séparé de Page, Coverdale reforme Whitesnake. En 2000, il sort un album solo sous son propre nom, Into the Light puis, après une tournée en Europe, monte à nouveau Whitesnake qui assure depuis lors une activité régulière. Sa nouvelle formation inclut notamment le batteur Tommy Aldridge et les guitaristes Reb Beach et Doug Aldrich, remplacé ensuite par Joel Hoekstra.
Le 8 avril 2016, Deep Purple est intronisé au Rock and Roll Hall of Fame : David Coverdale est récompensé en même temps que Ritchie Blackmore, Ian Gillan, Roger Glover, Ian Paice, Rod Evans, Glenn Hughes et Jon Lord à titre posthume. Evans et Blackmore sont absents à la cérémonie, alors que David y est présent. Mais Glenn Hughes déclarera ensuite que « Coverdale et lui ne s'entendent pas avec les membres actuels de Deep Purple  ».

## Discographie

### Deep Purple

#### Albums studio
| - Burn (1974) - Stormbringer (1974) | - Come Taste the Band (1975) |

#### Albums en concert
| - Live in London (1974) - Made in Europe (1975) - California Jamming (1996) - Mk III: The Final Concerts (1996) - Live in Paris 1975 (2001) - Perks and Tit (2004) | - Last Concert in Japan (1976) - On the Wings of a Russian Foxbat (1995) - Deep Purple: Extended Versions (2000) - This Time Around: Live in Tokyo (2001) |

#### Compilations et démos
- 1993 : Singles A's & B's (1993)
- 2000 : Days May Come and Days May Go
- 2000 : 1420 Beachwood Drive, The California Rehearsals, Part 2

### Solo
- 1977 : White Snake
- 1978 : Northwinds
- 1990 : Last Note of Freedom (Days of Thunder Soundtrack)
- 2000 : Into the Light

### Whitesnake

#### Albums studio
| - 1978 : Snakebite - 1978 : Trouble - 1979 : Lovehunter - 1980 : Ready an' Willing - 1981 : Come an' Get It - 1982 : Saints & Sinners - 1984 : Slide It In | - 1987 : Whitesnake / 1987 - 1989 : Slip of the Tongue - 1997 : Restless Heart - 2008 : Good To Be Bad - 2011 : Forevermore - 2015 : The Purple Album - 2019 : Flesh and Blood |

#### Albums en concert
- 1978 : Live at Hammersmith
- 1980 : Live...in the Heart of the City
- 1998 : Starkers in Tokyo
- 2006 : Live: In the Shadow of the Blues
- 2013 : Made In Japan
- 2013 : Made In Britain/The World Record
- 2018 : The Purple Tour Live

### Coverdale-Page
- 1993 : Coverdale · Page

### Participations
En 2014, il chante une nouvelle version de Sailing Ships (apparu pour la première fois dans l'album Slip of the Tongue, en 1989) dans le premier album du nouveau groupe de l'ex-guitariste de Whitesnake, Adrian Vandenberg, appelé Vandenberg's MoonKings.
En août 2014, il figure aussi sur l'album Shine de Bernie Marsden ; il chante une nouvelle version de Trouble, présente dans l'album homonyme de Whitesnake en 1978.
En 1990 il chante la chanson « The Last Note Of Freedom » sur la bande originale du film Days of Thunder avec Tom Cruise, la musique est écrite par Hans Zimmer et les paroles sont écrites par Billy Idol.